# Skupina Jima Robertse
Skupina Jima Robertse, či Bratří (v originále Brethren) nebo Bratři a Sestry (Brothers and Sisters), či eventuálně Pojídači odpadků (překlad anglického Garbage Eaters) jsou označení náboženského hnutí, kterou založil letniční kazatel Jim Roberts počátkem 70. let 20. století v USA. Sama pro sebe nemá žádný zvláštní název, někdy používá označení Církev (The Church). 
Tvoří ji polokočovné skupiny, vedené služebně starším mužským příslušníkem („Starší“), v nichž ženy jsou podřízeny mužům a osoby, které jsou v sektě nové, těm, kdo v ní jsou již delší dobu. „Starší“ konzultuje své kroky s reverendem Robertsem, který také rozhoduje o přeložení členů mezi skupinami. Jeho souhlas potřebují členové ke sňatku.
Bydlí často v opuštěných domech, předem si vyžádají svolení majitele, kterému za to přislíbí, že tam provedou opravy. Potraviny vybírají často z popelnic, obcházejí restaurace a žádají je o zbytky jídel. 
Oblékají se velmi skromně, muži nosí krátké vlasy a dlouhé nepěstěné vousy, ženy dlouhé vlasy, které si nikdy nestříhají, nikdy se nelíčí. Jako dopravní prostředek používají často jízdní kola, ale také autostop.
Po vstupu se zřeknou veškerého majetku, který předají hnutí, a po několika dopisech přerušují veškeré kontakty s rodinou. 
Žijí přísně podle biblických příkazů, vykládaných Jimem Robertsem, a věří, že mimo jejich skupinu není možná spása. Obdivují ortodoxní židy, o nichž se domnívají, že se v posledních dnech světa usmíří s Ježíšem Kristem.
Používají výhradně bibli v překladu krále Jakuba.
Zásadně používají pouze přírodní medicínu, odmítají lékařskou a dentální péči a nikdy nenosí brýle. 
Žijí velmi puritánským životem, odmítají alkohol, drogy a sex. 
V sektě přijímají židovská a biblická jména. 
Mnoho času věnují snaze rekrutovat další členy, typicky mladé inteligentní lidi, často je vyhledávají v prostředí vysokých škol, knihoven a koncertů. Typický nový člen je starý 17 až 21 let.
Členy často vylučují při neposlušnosti vůči „starším“ nebo pokud mají psychologické nebo fyzické problémy. Někdy se tyto osoby potulují poblíž skupiny a doufají, že budou přijaty zpět a dosáhnou spásy. 